# Gaspar Camps i Junyent

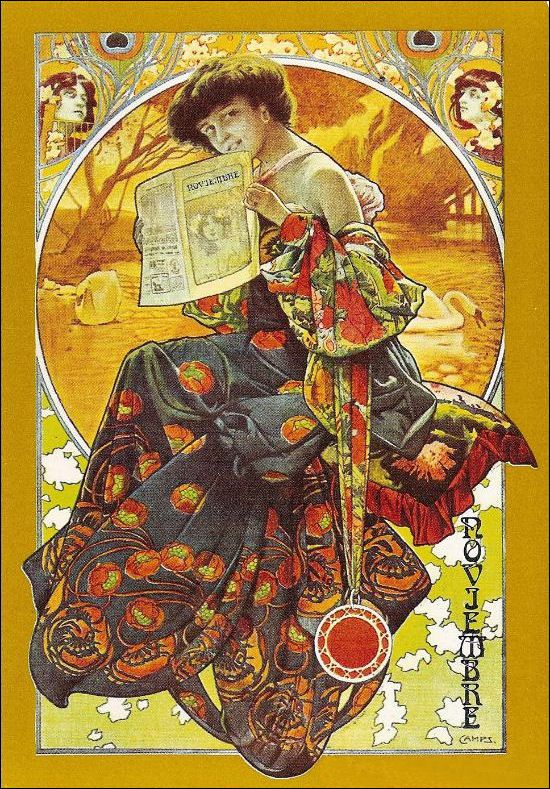
November-Kalenderblatt

Gaspar Camps i Junyent (* 29. Dezember 1874 in Igualada; † 11. April 1942 in Barcelona) war ein spanischer Maler, Illustrator und Plakatkünstler des Jugendstils und der Art déco.
Er studierte an den Hochschulen für bildende Künste von Igualada und Barcelona. Zwischen 1894 und 1897 lebte er in Paris, wo er Schüler von Jean-Joseph Benjamin-Constant, William Adolphe Bouguereau und Jean Paul Laurens war. Zu dieser Zeit wurde er von Alfons Mucha beeinflusst.
Seit 1905 wohnte er ständig in Frankreich, zuerst in Paris, dann bis 1920 in Toulouse. Gaspar Camps i Junyent entwarf Werbeplakate für die Champenois Druckerei.
Während eines Aufenthaltes in Barcelona schuf er Illustrationen für katalanische modernistische Zeitschriften und Bücher katalanischer Autoren, wie Pluma y Lápiz oder Alben Salón.
Er zog nach Toulouse um, dem Sitz des Druckereiunternehmens Sirven, wo er als künstlerischer Leiter tätig wurde. Es entstand um 1920 eine Filiale der Druckerei in Barcelona. In seinem Schaffen wechselte er vom Jugendstil zur Art déco.